# Audra Planitia
L'Audra Planitia è una struttura geologica della superficie di Venere.
Si tratta di una vasta zona pianeggiante nell'emisfero nord del pianeta.
Il suo nome viene da Audra, nome della dea del mare e della tempesta nella mitologia lituana.